# Venix
Venix – system operacyjny dla komputerów DEC PRO-350.